# SPCA 40T
Dimensions
Le SPCA 40T (également appelé SPCA Type VII) était un avion postal, construit en France à la fin des années 1920 par la SPCA. 

## Conception
C'était un avion trimoteur de construction métallique à aile haute cantilever de section épaisse. La cabine de pilotage et la soute étaient clos. La soute pouvait être aménagée avec des sièges pour transporter cinq passagers. Le train d'atterrissage était à deux roues principales avec une roulette de queue.

## Variantes
Il a été construit deux 40T suivis par un modèle 41T doté de moteurs plus puissants (135 ch au lieu de 120 ch). Les 40Ts seront remotorisés et renommés SPCA 218.
- 40T : production initiale avec des moteurs Salmson 9Ac de 120 ch ; 2 exemplaires construits ;
- 41T : version avec des moteurs Salmson 9Nc de 135 ch ; 1 exemplaire construit ;
- SPCA 218 : les exemplaires 40Ts remotorisés avec des Salmson 9Nc de 135 ch ; 2 convertis.

## Histoire opérationnelle

### Origines
Les deux 40Ts furent suivis du 41T qui vola pour la première fois le 12 décembre 1931 pour les Services Aériens de Madagascar. Il fut affecté à la ligne Tananarive à Broken Hill (Rhodésie). La ligne était connectée aux Imperial Airways,.
Les deux avions (F-ANTK et F-AKDY) furent loués par le Ministère de l'Air pour un franc symbolique au Service de la Navigation Aérienne de Madagascar.

### Exploration du Ténéré
Selon le capitaine René Wauthier, une expédition est organisée à l'été 1932 pour reconnaître et situer une piste automobile et aérienne entre le Hoggar et le Tchad. Un trimoteur métallique est prêté par le Service technique de l'aéronautique, le F-AKDY. Au sol, la piste sera parcourue par des véhicules Latil SPB à essence permettant de transporter 4 tonnes et six caisses à eau de 85 litres chacune. À part quelques ennuis de moteurs et la réparation d'un piston, l'avion a donné toute satisfaction et s'est révélé d'une grande facilité de pilotage.
La charge utile de l'avion a été surtout en réserves d'eau et d'essence. Les atterrissages ont surtout eu lieu en rase campagne, sur sols rocheux, sablonneux ou dénivelés, sans aucun incident.

### Opérateurs
- Services aériens de Madagascar

## Sources
- (en) Cet article est partiellement ou en totalité issu de l’article de Wikipédia en anglais intitulé « SPCA 40T » (voir la liste des auteurs).